# ستروژا (استان اشوی‌داشکسیه)
ستروژا (به لهستانی: Stróża) یک منطقهٔ مسکونی در لهستان است که در گمینا اوژاروو واقع شده‌است. ستروژا ۱۱۰ نفر جمعیت دارد.